# Rallye Sanremo 1980
Die 22. Rallye Sanremo war der 9. Lauf zur Rallye-Weltmeisterschaft 1980. Sie fand vom 6. bis zum 11. Oktober in der Region von Sanremo statt. Von den 51 geplanten Wertungsprüfungen wurden zwei (7 und 8) abgesagt.

## Klassifikationen

### Endergebnis
| Rang | Fahrer              | Co-Pilot              | Auto                 | Zeit (Std./Min./Sek.) | Rückstand Sieger (Std./Min./Sek.) Rückstand V (Min./Sek.) |
| ---- | ------------------- | --------------------- | -------------------- | --------------------- | --------------------------------------------------------- |
| 1    | Walter Röhrl        | Christian Geistdörfer | Fiat 131 Abarth      | 10:22:42              | 0:00:00 00:00                                             |
| 2    | Ari Vatanen         | David Richards        | Ford Escort RS 1800  | 10:29:17              | 0:06:35 06:35                                             |
| 3    | Hannu Mikkola       | Arne Hertz            | Ford Escort RS 1800  | 10:36:52              | 0:14:10 07:35                                             |
| 4    | Guy Fréquelin       | Jean Todt             | Talbot Sunbeam Lotus | 10:39:29              | 0:16:47 02:37                                             |
| 5    | Henri Toivonen      | Antero Lindqvist      | Talbot Sunbeam Lotus | 10:40:27              | 0:17:45 00:58                                             |
| 6    | Attilio Bettega     | Arnaldo Bernacchini   | Fiat 131 Abarth      | 10:48:02              | 0:25:20 07:35                                             |
| 7    | Angelo Presotto     | Massimo Sghedoni      | Ford Escort RS 2000  | 11:14:50              | 0:52:08 26:48                                             |
| 8    | Antonillo Zordan    | Orlando Dalla Benetta | Opel Ascona i2000    | 11:54:43              | 1:32:01 39:53                                             |
| 9    | Giorgio Bernocchini | Federico Scotti       | Opel Ascona 400      | 12:28:45              | 2:06:08 34:02                                             |
| 10   | Massimo Paolieri    | Giuseppe Agostini     | Ford Escort RS 2000  | 12:40:52              | 2:18:10 12:07                                             |

Insgesamt wurden 19 von 77 gemeldeten Fahrzeuge klassiert:

### Fahrer-Weltmeisterschaft
| Pos. | Fahrer        | Punkte |
| ---- | ------------- | ------ |
| 1    | Walter Röhrl  | 103    |
| 2    | Ari Vatanen   | 50     |
| 3    | Hannu Mikkola | 49     |
| 4    | Markku Alén   | 47     |
| 5    | Timo Salonen  | 45     |

### Herstellerwertung
| Pos. | Team          | Punkte |
| ---- | ------------- | ------ |
| 1    | Fiat          | 104    |
| 2    | Ford          | 73     |
| 3    | Datsun        | 67     |
| 4    | Mercedes-Benz | 61     |
| 5    | Opel          | 48     |